# ÷ Tour
÷ Tour (phát âm là "divide tour") là chuyến lưu diễn vòng quanh thế giới thứ ba của nam ca sĩ-nhạc sĩ người Anh, Ed Sheeran, nhằm quảng bá cho album phòng thu thứ ba của anh, ÷ (phát âm là "divide"). Chuyến lưu diễn chính thức bắt đầu vào ngày 16 tháng 3 năm 2017, ở Turin, Ý và dự kiến kết thúc vào ngày 10 tháng 11 năm 2018 tại Atlanta, Hoa Kỳ. Lượt vé bán đầu tiên bắt đầu từ tháng 2 năm 2017.

## Lịch trình
| Ngày                     | Thành phố         | Quốc gia                             | Địa điểm tổ chức                    | Nghệ sĩ mở màn                     | Số lượng vé bán ra/ sẵn có     | Doanh thu         |
| Chặng 1 — Châu Âu        | Chặng 1 — Châu Âu | Chặng 1 — Châu Âu                    | Chặng 1 — Châu Âu                   | Chặng 1 — Châu Âu                  | Chặng 1 — Châu Âu              | Chặng 1 — Châu Âu |
| ------------------------ | ----------------- | ------------------------------------ | ----------------------------------- | ---------------------------------- | ------------------------------ | ----------------- |
| 16 tháng 3 năm 2017      | Torino            | Ý                                    | Pala Alpitour                       | Anne-Marie Ryan McMullan           | 23.255 / 23.255                | $1.223.750        |
| 17 tháng 3 năm 2017      | Torino            | Ý                                    | Pala Alpitour                       | Anne-Marie Ryan McMullan           | 23.255 / 23.255                | $1.223.750        |
| 19 tháng 3 năm 2017      | Zürich            | Thụy Sĩ                              | Hallenstadion                       | Anne-Marie Ryan McMullan           | 14.000 / 14.000                | $1.156.950        |
| 20 tháng 3 năm 2017      | München           | Đức                                  | Olympiahalle                        | Anne-Marie Ryan McMullan           | 12.076 / 12.076                | $932.166          |
| 22 tháng 3 năm 2017      | Mannheim          | Đức                                  | SAP Arena                           | Anne-Marie Ryan McMullan           | 10.843 / 10.843                | $753.785          |
| 23 tháng 3 năm 2017      | Köln              | Đức                                  | Lanxess Arena                       | Anne-Marie Ryan McMullan           | 16.223 / 16.223                | $1.138.720        |
| 26 tháng 3 năm 2017      | Hamburg           | Đức                                  | Barclaycard Arena                   | Anne-Marie Ryan McMullan           | 12.779 / 13.227                | $837.705          |
| 27 tháng 3 năm 2017      | Berlin            | Đức                                  | Mercedes-Benz Arena                 | Anne-Marie Ryan McMullan           | 14.104 / 14.104                | $1.036.360        |
| 28 tháng 3 năm 2017      | Luân Đôn          | Anh                                  | Royal Albert Hall                   | Busted                             | —                              | —                 |
| 30 tháng 3 năm 2017      | Stockholm         | Thụy Điển                            | Ericsson Globe                      | Anne-Marie Ryan McMullan           | 14.024 / 14.024                | $1.024.640        |
| 1 tháng 4 năm 2017       | Herning           | Đan Mạch                             | Jyske Bank Boxen                    | Anne-Marie Ryan McMullan           | 14.814 / 14.996                | $1.268.380        |
| 3 tháng 4 năm 2017       | Amsterdam         | Hà Lan                               | Ziggo Dome                          | Anne-Marie Ryan McMullan           | 33.255 / 33.255                | $2.115.870        |
| 4 tháng 4 năm 2017       | Amsterdam         | Hà Lan                               | Ziggo Dome                          | Anne-Marie Ryan McMullan           | 33.255 / 33.255                | $2.115.870        |
| 5 tháng 4 năm 2017       | Antwerpen         | Bỉ                                   | Sportpaleis                         | Anne-Marie Ryan McMullan           | 21.109 / 21.151                | $1.325.480        |
| 6 tháng 4 năm 2017       | Paris             | Pháp                                 | AccorHotels Arena                   | Anne-Marie Ryan McMullan           | 15.988 / 15.988                | $801.973          |
| 8 tháng 4 năm 2017       | Madrid            | Tây Ban Nha                          | Trung tâm Wizink                    | Anne-Marie Ryan McMullan           | 15.748 / 15.748                | $908.417          |
| 9 tháng 4 năm 2017       | Barcelona         | Tây Ban Nha                          | Palau Sant Jordi                    | Anne-Marie Ryan McMullan           | 17.476 / 17.476                | $955.236          |
| 12 tháng 4 năm 2017      | Dublin            | Cộng hòa Ireland                     | 3Arena                              | Anne-Marie Ryan McMullan           | 25.538 / 25.538                | $2.156.330        |
| 13 tháng 4 năm 2017      | Dublin            | Cộng hòa Ireland                     | 3Arena                              | Anne-Marie Ryan McMullan           | 25.538 / 25.538                | $2.156.330        |
| 16 tháng 4 năm 2017      | Glasgow           | Scotland                             | SSE Hydro                           | Anne-Marie Ryan McMullan           | 25.220 / 25.220                | $1.997.460        |
| 17 tháng 4 năm 2017      | Glasgow           | Scotland                             | SSE Hydro                           | Anne-Marie Ryan McMullan           | 25.220 / 25.220                | $1.997.460        |
| 19 tháng 4 năm 2017      | Newcastle         | Anh                                  | Metro Radio Arena                   | Anne-Marie Ryan McMullan           | 21.558 / 21.558                | $1.657.950        |
| 20 tháng 4 năm 2017      | Newcastle         | Anh                                  | Metro Radio Arena                   | Anne-Marie Ryan McMullan           | 21.558 / 21.558                | $1.657.950        |
| 22 tháng 4 năm 2017      | Manchester        | Anh                                  | Manchester Arena                    | Anne-Marie Ryan McMullan           | 31.333 / 31.379                | $2.631.120        |
| 23 tháng 4 năm 2017      | Manchester        | Anh                                  | Manchester Arena                    | Anne-Marie Ryan McMullan           | 31.333 / 31.379                | $2.631.120        |
| 25 tháng 4 năm 2017      | Nottingham        | Anh                                  | Motorpoint Arena                    | Anne-Marie Ryan McMullan           | 18.790 / 18.790                | $1.607.780        |
| 26 tháng 4 năm 2017      | Nottingham        | Anh                                  | Motorpoint Arena                    | Anne-Marie Ryan McMullan           | 18.790 / 18.790                | $1.607.780        |
| 28 tháng 4 năm 2017      | Birmingham        | Anh                                  | Barclaycard Arena Birmingham        | Anne-Marie Ryan McMullan           | 30.994 / 30.994                | $2.630.310        |
| 29 tháng 4 năm 2017      | Birmingham        | Anh                                  | Barclaycard Arena Birmingham        | Anne-Marie Ryan McMullan           | 30.994 / 30.994                | $2.630.310        |
| 1 tháng 5 năm 2017       | Luân Đôn          | Anh                                  | The O2 Arena                        | Anne-Marie Ryan McMullan           | 55.708 / 55.708                | $5.093.280        |
| 2 tháng 5 năm 2017       | Luân Đôn          | Anh                                  | The O2 Arena                        | Anne-Marie Ryan McMullan           | 55.708 / 55.708                | $5.093.280        |
| 3 tháng 5 năm 2017       | Luân Đôn          | Anh                                  | The O2 Arena                        | Anne-Marie Ryan McMullan           | 55.708 / 55.708                | $5.093.280        |
| Chặng 2 — Mỹ Latinh      |                   |                                      |                                     |                                    |                                |                   |
| 13 tháng 5 năm 2017      | Lima              | Peru                                 | Sân vận động Quốc gia               | Antonio Lulic                      | 19.745 / 19.745                | $1.299.630        |
| 15 tháng 5 năm 2017      | Santiago          | Chile                                | Movistar Arena                      | Intimate Stranger Antonio Lulic    | 26.983 / 26.983                | $2.087.600        |
| 16 tháng 5 năm 2017      | Santiago          | Chile                                | Movistar Arena                      | Intimate Stranger Antonio Lulic    | 26.983 / 26.983                | $2.087.600        |
| 20 tháng 5 năm 2017      | La Plata          | Argentina                            | Sân vận động thành phố La Plata     | Benjamin Amadeo Antonio Lulic      | 33.584 / 33.584                | $2.303.960        |
| 23 tháng 5 năm 2017      | Curitiba          | Brasil                               | Pedreira Paulo Leminski             | Antonio Lulic                      | 17.400 / 17.400                | $1.369.190        |
| 25 tháng 5 năm 2017      | Rio de Janeiro    | Brasil                               | Jeunesse Arena                      | Antonio Lulic                      | 12.087 / 12.087                | $995.741          |
| 28 tháng 5 năm 2017      | São Paulo         | Brasil                               | Allianz Parque                      | Antonio Lulic                      | 37.075 / 37.075                | $3.379.710        |
| 30 tháng 5 năm 2017      | Belo Horizonte    | Brasil                               | Esplanada do Minerão                | Antonio Lulic                      | 14.143 / 14.143                | $1.039.570        |
| 2 tháng 6 năm 2017       | Bogotá            | Colombia                             | Simón Bolívar Park                  | Sebastián Yatra Antonio Lulic      | 15.588 / 15.588                | $1.176.970        |
| 4 tháng 6 năm 2017       | San Juan          | Puerto Rico                          | Đấu trường José Miguel Agrelot      | Yebba                              | 14.426 / 14.426                | $1.017.458        |
| 6 tháng 6 năm 2017       | Alajuela          | Costa Rica                           | Parque Viva                         | Antonio Lulic                      | 17.464 / 17.464                | $1.288.350        |
| 10 tháng 6 năm 2017      | Thành phố México  | México                               | Palacio de los Deportes             | Antonio Lulic                      | 21.429 / 21.500                | $1.333.238        |
| 12 tháng 6 năm 2017      | Guadalajara       | México                               | Arena VFG                           | Antonio Lulic                      | 11.648 / 12.204                | $966.096          |
| 14 tháng 6 năm 2017      | Monterrey         | México                               | Auditorio Citibanamex               | Antonio Lulic                      | 7.865 / 8.084                  | $910.014          |
| Chặng 3 — Châu Âu        |                   |                                      |                                     |                                    |                                |                   |
| 22 tháng 6 năm 2017      | Luân Đôn          | Anh                                  | The O2 Arena                        | Fuse ODG                           | 18.552 / 19.085                | $1.678.980        |
| 25 tháng 6 năm 2017      | Pilton            | Anh                                  | Worthy Farm                         | —                                  | —                              | —                 |
| Chặng 4 — Bắc Mỹ         |                   |                                      |                                     |                                    |                                |                   |
| 29 tháng 6 năm 2017      | Thành phố Kansas  | Hoa Kỳ                               | Trung tâm Sprint                    | James Blunt                        | 13.382 / 13.382                | $1.217.313        |
| 30 tháng 6 năm 2017      | Des Moines        | Hoa Kỳ                               | Wells Fargo Arena                   | James Blunt                        | 13.375 / 13.375                | $1.078.939        |
| 1 tháng 7 năm 2017       | Saint Paul        | Hoa Kỳ                               | Trung tâm Xcel Energy               | James Blunt                        | 14.938 / 14.938                | $1.375.063        |
| 7 tháng 7 năm 2017       | Toronto           | Canada                               | Trung tâm Air Canada                | James Blunt                        | 30.516 / 30.516                | $2.554.110        |
| 8 tháng 7 năm 2017       | Toronto           | Canada                               | Trung tâm Air Canada                | James Blunt                        | 30.516 / 30.516                | $2.554.110        |
| 9 tháng 7 năm 2017       | Buffalo           | Hoa Kỳ                               | Trung tâm KeyBank                   | James Blunt                        | 14.305 / 14.305                | $1.167.095        |
| 11 tháng 7 năm 2017      | Philadelphia      | Hoa Kỳ                               | Trung tâm Wells Fargo               | James Blunt                        | 28.922 / 28.922                | $2.633.260        |
| 12 tháng 7 năm 2017      | Philadelphia      | Hoa Kỳ                               | Trung tâm Wells Fargo               | James Blunt                        | 28.922 / 28.922                | $2.633.260        |
| 14 tháng 7 năm 2017      | Uncasville        | Hoa Kỳ                               | Mohegan Sun Arena                   | James Blunt                        | 13.670 / 13.670                | $1.384.770        |
| 15 tháng 7 năm 2017      | Uncasville        | Hoa Kỳ                               | Mohegan Sun Arena                   | James Blunt                        | 13.670 / 13.670                | $1.384.770        |
| 18 tháng 7 năm 2017      | Thành phố Québec  | Canada                               | Trung tâm Vidéotron                 | James Blunt                        | 13.611 / 13.611                | $1.162.530        |
| 19 tháng 7 năm 2017      | Montréal          | Canada                               | Trung tâm Bell                      | James Blunt                        | 15.264 / 15.264                | $1.281.710        |
| 22 tháng 7 năm 2017      | Winnipeg          | Canada                               | Trung tâm MTS                       | James Blunt                        | 11.843 / 11.843                | $1.009.380        |
| 23 tháng 7 năm 2017      | Saskatoon         | Canada                               | Trung tâm SaskTel                   | James Blunt                        | 12.585 / 12.585                | $1.059.270        |
| 25 tháng 7 năm 2017      | Edmonton          | Canada                               | Rogers Place                        | James Blunt                        | 27.411 / 27.411                | $2.343.200        |
| 26 tháng 7 năm 2017      | Edmonton          | Canada                               | Rogers Place                        | James Blunt                        | 27.411 / 27.411                | $2.343.200        |
| 28 tháng 7 năm 2017      | Vancouver         | Canada                               | Rogers Arena                        | James Blunt                        | 14.070 / 14.070                | $1.212.330        |
| 29 tháng 7 năm 2017      | Tacoma            | Hoa Kỳ                               | Tacoma Dome                         | James Blunt                        | 19.538 / 19.538                | $1.575.039        |
| 30 tháng 7 năm 2017      | Portland          | Hoa Kỳ                               | Trung tâm Moda                      | James Blunt                        | 13.420 / 13.420                | $1.074.959        |
| 1 tháng 8 năm 2017       | Sacramento        | Hoa Kỳ                               | Trung tâm Golden 1                  | James Blunt                        | 13.424 / 13.424                | $1.220.937        |
| 2 tháng 8 năm 2017       | Oakland           | Hoa Kỳ                               | Oracle Arena                        | James Blunt                        | 13.662 / 13.662                | $1.219.722        |
| 4 tháng 8 năm 2017       | Las Vegas         | Hoa Kỳ                               | T-Mobile Arena                      | James Blunt                        | 15.243 / 15.243                | $1.326.231        |
| 5 tháng 8 năm 2017       | Glendale          | Hoa Kỳ                               | Gila River Arena                    | James Blunt                        | 13.654 / 13.654                | $1.239.478        |
| 6 tháng 8 năm 2017       | San Diego         | Hoa Kỳ                               | Trung tâm Valley View Casino        | James Blunt                        | 10.233 / 10.233                | $917.154          |
| 10 tháng 8 năm 2017      | Los Angeles       | Hoa Kỳ                               | Trung tâm Staples                   | James Blunt                        | 40.731 / 40.731                | $3.622.204        |
| 11 tháng 8 năm 2017      | Los Angeles       | Hoa Kỳ                               | Trung tâm Staples                   | James Blunt                        | 40.731 / 40.731                | $3.622.204        |
| 12 tháng 8 năm 2017      | Los Angeles       | Hoa Kỳ                               | Trung tâm Staples                   | James Blunt                        | 40.731 / 40.731                | $3.622.204        |
| 15 tháng 8 năm 2017      | Denver            | Hoa Kỳ                               | Trung tâm Pepsi                     | James Blunt                        | 12.917 / 12.917                | $1.159.523        |
| 17 tháng 8 năm 2017      | Tulsa             | Hoa Kỳ                               | Trung tâm BOK                       | James Blunt                        | 12.069 / 12.069                | $961.178          |
| 18 tháng 8 năm 2017      | Dallas            | Hoa Kỳ                               | Trung tâm American Airlines         | James Blunt                        | 13.632 / 13.632                | $1.207.645        |
| 19 tháng 8 năm 2017      | Houston           | Hoa Kỳ                               | Trung tâm Toyota                    | James Blunt                        | 11.811 / 11.811                | $1.067.592        |
| 22 tháng 8 năm 2017      | San Antonio       | Hoa Kỳ                               | Trung tâm AT&T                      | James Blunt                        | 13.928 / 13.928                | $1.112.573        |
| 25 tháng 8 năm 2017      | Duluth            | Hoa Kỳ                               | Infinite Energy Arena               | James Blunt                        | 21.055 / 21.055                | $1.970.117        |
| 26 tháng 8 năm 2017      | Duluth            | Hoa Kỳ                               | Infinite Energy Arena               | James Blunt                        | 21.055 / 21.055                | $1.970.117        |
| 29 tháng 8 năm 2017      | Tampa             | Hoa Kỳ                               | Amalie Arena                        | James Blunt                        | 13.459 / 13.459                | $1.076.537        |
| 30 tháng 8 năm 2017      | Miami             | Hoa Kỳ                               | American Airlines Arena             | James Blunt                        | 12.813 / 12.813                | $1.144.534        |
| 31 tháng 8 năm 2017      | Orlando           | Hoa Kỳ                               | Trung tâm Amway                     | James Blunt                        | 12.360 / 12.360                | $1.007.408        |
| 2 tháng 9 năm 2017       | Raleigh           | Hoa Kỳ                               | PNC Arena                           | James Blunt                        | 13.805 / 13.805                | $1.134.012        |
| 3 tháng 9 năm 2017       | Charlotte         | Hoa Kỳ                               | Trung tâm Spectrum                  | James Blunt                        | 13.927 / 13.927                | $1.243.772        |
| 5 tháng 9 năm 2017       | North Charleston  | Hoa Kỳ                               | Đấu trường North Charleston         | James Blunt                        | 8.517 / 8.517                  | $673.759          |
| 7 tháng 9 năm 2017       | Louisville        | Hoa Kỳ                               | Trung tâm KFC Yum!                  | James Blunt                        | 15.721 / 15.721                | $1.257.529        |
| 8 tháng 9 năm 2017       | Indianapolis      | Hoa Kỳ                               | Bankers Life Fieldhouse             | Joshua Radin                       | 12.740 / 12.740                | $1.014.966        |
| 9 tháng 9 năm 2017       | Cleveland         | Hoa Kỳ                               | Quicken Loans Arena                 | Joshua Radin                       | 15.073 / 15.073                | $1.365.524        |
| 12 tháng 9 năm 2017      | Omaha             | Hoa Kỳ                               | Trung tâm CenturyLink Omaha         | James Blunt                        | 13.990 / 13.990                | $1.125.765        |
| 15 tháng 9 năm 2017      | Rosemont          | Hoa Kỳ                               | Allstate Arena                      | James Blunt                        | 26.346 / 26.346                | $2.347.880        |
| 16 tháng 9 năm 2017      | Rosemont          | Hoa Kỳ                               | Allstate Arena                      | James Blunt                        | 26.346 / 26.346                | $2.347.880        |
| 19 tháng 9 năm 2017      | Washington, D.C.  | Hoa Kỳ                               | Capital One Arena                   | James Blunt                        | 27.497 / 27.497                | $2.456.334        |
| 20 tháng 9 năm 2017      | Washington, D.C.  | Hoa Kỳ                               | Capital One Arena                   | James Blunt                        | 27.497 / 27.497                | $2.456.334        |
| 22 tháng 9 năm 2017      | Boston            | Hoa Kỳ                               | TD Garden                           | James Blunt                        | 25.590 / 25.590                | $2.295.216        |
| 23 tháng 9 năm 2017      | Boston            | Hoa Kỳ                               | TD Garden                           | James Blunt                        | 25.590 / 25.590                | $2.295.216        |
| 26 tháng 9 năm 2017      | Pittsburgh        | Hoa Kỳ                               | PPG Paints Arena                    | James Blunt                        | 13.331 / 13.331                | $1.190.946        |
| 27 tháng 9 năm 2017      | Detroit           | Hoa Kỳ                               | Little Caesars Arena                | James Blunt                        | 14.124 / 14.124                | $1.268.652        |
| 29 tháng 9 năm 2017      | Brooklyn          | Hoa Kỳ                               | Trung tâm Barclays                  | James Blunt                        | 41.066 / 41.066                | $3.658.480        |
| 30 tháng 9 năm 2017      | Brooklyn          | Hoa Kỳ                               | Trung tâm Barclays                  | James Blunt                        | 41.066 / 41.066                | $3.658.480        |
| 1 tháng 10 năm 2017      | Brooklyn          | Hoa Kỳ                               | Trung tâm Barclays                  | James Blunt                        | 41.066 / 41.066                | $3.658.480        |
| 3 tháng 10 năm 2017      | Columbus          | Hoa Kỳ                               | Nationwide Arena                    | James Blunt                        | 27.255 / 27.255                | $2.199.218        |
| 4 tháng 10 năm 2017      | Columbus          | Hoa Kỳ                               | Nationwide Arena                    | James Blunt                        | 27.255 / 27.255                | $2.199.218        |
| 6 tháng 10 năm 2017      | Nashville         | Hoa Kỳ                               | Bridgestone Arena                   | James Blunt                        | 27.721 / 27.721                | $2.503.808        |
| 7 tháng 10 năm 2017      | Nashville         | Hoa Kỳ                               | Bridgestone Arena                   | James Blunt                        | 27.721 / 27.721                | $2.503.808        |
| Chặng 5 — Châu Á         |                   |                                      |                                     |                                    |                                |                   |
| 11 tháng 11 năm 2017     | Singapore         | Singapore                            | Sân vận động trong nhà Singapore    | Lauv                               | 18.297 / 18.297                | $2.584.230        |
| 12 tháng 11 năm 2017     | Singapore         | Singapore                            | Sân vận động trong nhà Singapore    | Lauv                               | 18.297 / 18.297                | $2.584.230        |
| 14 tháng 11 năm 2017     | Kuala Lumpur      | Malaysia                             | Axiata Arena                        | Lauv                               | 11.597 / 11.597                | $980.033          |
| 16 tháng 11 năm 2017     | Bangkok           | Thái Lan                             | IMPACT Arena                        | Lauv                               | 14.394 / 14.394                | $1.744.270        |
| 19 tháng 11 năm 2017     | Mumbai            | Ấn Độ                                | JioGarden                           | Lauv                               | 11.103 / 11.103                | $1.100.040        |
| 23 tháng 11 năm 2017     | Dubai             | Các Tiểu vương quốc Ả Rập Thống nhất | Autism Rocks Arena                  | Lauv                               | 23.272 / 23.272                | $2.783.800        |
| Chặng 6 — Châu Âu        |                   |                                      |                                     |                                    |                                |                   |
| 19 tháng 2 năm 2018      | Luân Đôn          | Anh                                  | indigo tại The O2                   | —                                  | 2.056 / 2.717                  | $244.719          |
| Chặng 7 — Châu Đại Dương |                   |                                      |                                     |                                    |                                |                   |
| 2 tháng 3 năm 2018       | Perth             | Úc                                   | Sân vận động Optus                  | Missy Higgins Fergus James         | 114.031 / 114.031              | $9.146.953        |
| 3 tháng 3 năm 2018       | Perth             | Úc                                   | Sân vận động Optus                  | Missy Higgins Fergus James         | 114.031 / 114.031              | $9.146.953        |
| 7 tháng 3 năm 2018       | Adelaide          | Úc                                   | Adelaide Oval                       | Missy Higgins Fergus James         | 62.915 / 62.915                | $5.103.599        |
| 9 tháng 3 năm 2018       | Melbourne         | Úc                                   | Sân vận động Etihad                 | Missy Higgins Bliss n Eso          | 256.622 / 256.622              | $20.838.652       |
| 10 tháng 3 năm 2018      | Melbourne         | Úc                                   | Sân vận động Etihad                 | Missy Higgins Bliss n Eso          | 256.622 / 256.622              | $20.838.652       |
| 11 tháng 3 năm 2018      | Melbourne         | Úc                                   | Sân vận động Etihad                 | Missy Higgins Bliss n Eso          | 256.622 / 256.622              | $20.838.652       |
| 12 tháng 3 năm 2018      | Melbourne         | Úc                                   | Sân vận động Etihad                 | Missy Higgins Bliss n Eso          | 256.622 / 256.622              | $20.838.652       |
| 15 tháng 3 năm 2018      | Sydney            | Úc                                   | Sân vận động ANZ                    | Missy Higgins Ryan McMullan        | 231.185 / 231.185              | $19.948.066       |
| 16 tháng 3 năm 2018      | Sydney            | Úc                                   | Sân vận động ANZ                    | Missy Higgins Ryan McMullan        | 231.185 / 231.185              | $19.948.066       |
| 17 tháng 3 năm 2018      | Sydney            | Úc                                   | Sân vận động ANZ                    | Missy Higgins Ryan McMullan        | 231.185 / 231.185              | $19.948.066       |
| 20 tháng 3 năm 2018      | Brisbane          | Úc                                   | Sân vận động Suncorp                | Missy Higgins Fergus James         | 106.399 / 106.399              | $8.595.585        |
| 21 tháng 3 năm 2018      | Brisbane          | Úc                                   | Sân vận động Suncorp                | Missy Higgins Fergus James         | 106.399 / 106.399              | $8.595.585        |
| 24 tháng 3 năm 2018      | Auckland          | New Zealand                          | Sân vận động Mount Smart            | Drax Project                       | 132.876 / 132.876              | $10.766.558       |
| 25 tháng 3 năm 2018      | Auckland          | New Zealand                          | Sân vận động Mount Smart            | Drax Project                       | 132.876 / 132.876              | $10.766.558       |
| 26 tháng 3 năm 2018      | Auckland          | New Zealand                          | Sân vận động Mount Smart            | Drax Project                       | 132.876 / 132.876              | $10.766.558       |
| 29 tháng 3 năm 2018      | Dunedin           | New Zealand                          | Sân vận động Forsyth Barr           | Six60 Mitch James                  | 105.014 / 105.014              | $8.475.218        |
| 31 tháng 3 năm 2018      | Dunedin           | New Zealand                          | Sân vận động Forsyth Barr           | Six60 Mitch James                  | 105.014 / 105.014              | $8.475.218        |
| 1 tháng 4 năm 2018       | Dunedin           | New Zealand                          | Sân vận động Forsyth Barr           | Six60 Mitch James                  | 105.014 / 105.014              | $8.475.218        |
| Chặng 8 — Châu Á         |                   |                                      |                                     |                                    |                                |                   |
| 8 tháng 4 năm 2018       | Manila            | Philippines                          | Mall of Asia Concert Grounds        | —                                  | 18.752 / 18.752                | $2.412.506        |
| 11 tháng 4 năm 2018      | Ōsaka             | Nhật Bản                             | Hội trường Osaka-jō                 | —                                  | 10.161 / 10.161                | $1.284.070        |
| 13 tháng 4 năm 2018      | Tokyo             | Nhật Bản                             | Nippon Budokan                      | —                                  | 19.549 / 19.549                | $2.504.547        |
| 14 tháng 4 năm 2018      | Tokyo             | Nhật Bản                             | Nippon Budokan                      | —                                  | 19.549 / 19.549                | $2.504.547        |
| Chặng 9 — Châu Âu        |                   |                                      |                                     |                                    |                                |                   |
| 4 tháng 5 năm 2018       | Cork              | Cộng hòa Ireland                     | Páirc Uí Chaoimh                    | Anne-Marie Jamie Lawson Beoga      | 128.969 / 130.200              | $12.371.587       |
| 5 tháng 5 năm 2018       | Cork              | Cộng hòa Ireland                     | Páirc Uí Chaoimh                    | Anne-Marie Jamie Lawson Beoga      | 128.969 / 130.200              | $12.371.587       |
| 6 tháng 5 năm 2018       | Cork              | Cộng hòa Ireland                     | Páirc Uí Chaoimh                    | Anne-Marie Jamie Lawson Beoga      | 128.969 / 130.200              | $12.371.587       |
| 9 tháng 5 năm 2018       | Belfast           | Bắc Ireland                          | Boucher Playing Fields              | Anne-Marie Jamie Lawson Beoga      | 40.613 / 40.613                | $3.911.083        |
| 12 tháng 5 năm 2018      | Galway            | Cộng hòa Ireland                     | Sân vận động Pearse                 | Anne-Marie Jamie Lawson Beoga      | 63.991 / 63.991                | $5.952.120        |
| 13 tháng 5 năm 2018      | Galway            | Cộng hòa Ireland                     | Sân vận động Pearse                 | Anne-Marie Jamie Lawson Beoga      | 63.991 / 63.991                | $5.952.120        |
| 16 tháng 5 năm 2018      | Dublin            | Cộng hòa Ireland                     | Phoenix Park                        | Anne-Marie Jamie Lawson Beoga      | 184.187 / 184.187              | $17.090.104       |
| 18 tháng 5 năm 2018      | Dublin            | Cộng hòa Ireland                     | Phoenix Park                        | Anne-Marie Jamie Lawson Beoga      | 184.187 / 184.187              | $17.090.104       |
| 19 tháng 5 năm 2018      | Dublin            | Cộng hòa Ireland                     | Phoenix Park                        | Anne-Marie Jamie Lawson Beoga      | 184.187 / 184.187              | $17.090.104       |
| 24 tháng 5 năm 2018      | Manchester        | Anh                                  | Sân vận động Etihad                 | Anne-Marie Jamie Lawson            | 215.600 / 219.452              | $19.806.800       |
| 25 tháng 5 năm 2018      | Manchester        | Anh                                  | Sân vận động Etihad                 | Anne-Marie Jamie Lawson            | 215.600 / 219.452              | $19.806.800       |
| 26 tháng 5 năm 2018      | Manchester        | Anh                                  | Sân vận động Etihad                 | Anne-Marie Jamie Lawson            | 215.600 / 219.452              | $19.806.800       |
| 27 tháng 5 năm 2018      | Manchester        | Anh                                  | Sân vận động Etihad                 | Anne-Marie Jamie Lawson            | 215.600 / 219.452              | $19.806.800       |
| 1 tháng 6 năm 2018       | Glasgow           | Scotland                             | Hampden Park                        | Anne-Marie Jamie Lawson            | 152.024 / 152.024              | $13.746.027       |
| 2 tháng 6 năm 2018       | Glasgow           | Scotland                             | Hampden Park                        | Anne-Marie Jamie Lawson            | 152.024 / 152.024              | $13.746.027       |
| 3 tháng 6 năm 2018       | Glasgow           | Scotland                             | Hampden Park                        | Anne-Marie Jamie Lawson            | 152.024 / 152.024              | $13.746.027       |
| 8 tháng 6 năm 2018       | Newcastle         | Anh                                  | St James' Park                      | Anne-Marie Jamie Lawson            | 149.226 / 151.995              | $13.498.865       |
| 9 tháng 6 năm 2018       | Newcastle         | Anh                                  | St James' Park                      | Anne-Marie Jamie Lawson            | 149.226 / 151.995              | $13.498.865       |
| 10 tháng 6 năm 2018      | Newcastle         | Anh                                  | St James' Park                      | Anne-Marie Jamie Lawson            | 149.226 / 151.995              | $13.498.865       |
| 14 tháng 6 năm 2018      | Luân Đôn          | Anh                                  | Sân vận động Wembley                | Anne-Marie Jamie Lawson            | 299.013 / 301.428              | $28.726.438       |
| 15 tháng 6 năm 2018      | Luân Đôn          | Anh                                  | Sân vận động Wembley                | Anne-Marie Jamie Lawson            | 299.013 / 301.428              | $28.726.438       |
| 16 tháng 6 năm 2018      | Luân Đôn          | Anh                                  | Sân vận động Wembley                | Anne-Marie Jamie Lawson            | 299.013 / 301.428              | $28.726.438       |
| 17 tháng 6 năm 2018      | Luân Đôn          | Anh                                  | Sân vận động Wembley                | Anne-Marie Jamie Lawson            | 299.013 / 301.428              | $28.726.438       |
| 21 tháng 6 năm 2018      | Cardiff           | Wales                                | Sân vận động Principality           | Anne-Marie Jamie Lawson            | 238.085 / 242.684              | $21.249.947       |
| 22 tháng 6 năm 2018      | Cardiff           | Wales                                | Sân vận động Principality           | Anne-Marie Jamie Lawson            | 238.085 / 242.684              | $21.249.947       |
| 23 tháng 6 năm 2018      | Cardiff           | Wales                                | Sân vận động Principality           | Anne-Marie Jamie Lawson            | 238.085 / 242.684              | $21.249.947       |
| 24 tháng 6 năm 2018      | Cardiff           | Wales                                | Sân vận động Principality           | Anne-Marie Jamie Lawson            | 238.085 / 242.684              | $21.249.947       |
| 28 tháng 6 năm 2018      | Amsterdam         | Hà Lan                               | Amsterdam Arena                     | Anne-Marie Jamie Lawson            | 102.463 / 102.463              | $7.722.001        |
| 29 tháng 6 năm 2018      | Amsterdam         | Hà Lan                               | Amsterdam Arena                     | Anne-Marie Jamie Lawson            | 102.463 / 102.463              | $7.722.001        |
| 1 tháng 7 năm 2018       | Werchter          | Bỉ                                   | Werchter Festival Park              | Anne-Marie Jamie Lawson            | 64.987 / 65.000                | $5.470.934        |
| 6 tháng 7 năm 2018       | Saint-Denis       | Pháp                                 | Stade de France                     | Anne-Marie Jamie Lawson            | 153.065 / 153.422              | $9.308.969        |
| 7 tháng 7 năm 2018       | Saint-Denis       | Pháp                                 | Stade de France                     | Anne-Marie Jamie Lawson            | 153.065 / 153.422              | $9.308.969        |
| 10 tháng 7 năm 2018      | Göteborg          | Thụy Điển                            | Ullevi                              | Anne-Marie Jamie Lawson            | 122.522 / 123.165              | $11.295.200       |
| 11 tháng 7 năm 2018      | Göteborg          | Thụy Điển                            | Ullevi                              | Anne-Marie Jamie Lawson            | 122.522 / 123.165              | $11.295.200       |
| 14 tháng 7 năm 2018      | Stockholm         | Thụy Điển                            | Friends Arena                       | Anne-Marie Jamie Lawson            | 54.234 / 55.336                | $4.860.670        |
| 19 tháng 7 năm 2018      | Berlin            | Đức                                  | Sân vận động Olympic Berlin         | Anne-Marie Jamie Lawson            | 69.055 / 69.780                | $6.392.576        |
| 22 tháng 7 năm 2018      | Gelsenkirchen     | Đức                                  | Veltins-Arena                       | Anne-Marie Jamie Lawson            | 102.778 / 112.373              | $9.044.900        |
| 23 tháng 7 năm 2018      | Gelsenkirchen     | Đức                                  | Veltins-Arena                       | Anne-Marie Jamie Lawson            | 102.778 / 112.373              | $9.044.900        |
| 25 tháng 7 năm 2018      | Hamburg           | Đức                                  | Trabrennbahn Bahrenfeld             | Anne-Marie Jamie Lawson            | 80.326 / 80.413                | $7.029.260        |
| 29 tháng 7 năm 2018      | München           | Đức                                  | Sân vận động Olympic München        | Anne-Marie Jamie Lawson            | 135.036 / 135.164              | $12.865.527       |
| 30 tháng 7 năm 2018      | München           | Đức                                  | Sân vận động Olympic München        | Anne-Marie Jamie Lawson            | 135.036 / 135.164              | $12.865.527       |
| 3 tháng 8 năm 2018       | Zürich            | Thụy Sĩ                              | Letzigrund                          | Anne-Marie Jamie Lawson            | 95.142 / 95.830                | $11.039.800       |
| 4 tháng 8 năm 2018       | Zürich            | Thụy Sĩ                              | Letzigrund                          | Anne-Marie Jamie Lawson            | 95.142 / 95.830                | $11.039.800       |
| 7 tháng 8 năm 2018       | Viên              | Áo                                   | Sân vận động Ernst Happel           | Anne-Marie Jamie Lawson            | 110.459 / 110.459              | $9.444.760        |
| 8 tháng 8 năm 2018       | Viên              | Áo                                   | Sân vận động Ernst Happel           | Anne-Marie Jamie Lawson            | 110.459 / 110.459              | $9.444.760        |
| 11 tháng 8 năm 2018      | Warszawa          | Ba Lan                               | PGE Narodowy                        | Anne-Marie Jamie Lawson BeMy       | 104.836 / 105.063              | $7.251.980        |
| 12 tháng 8 năm 2018      | Warszawa          | Ba Lan                               | PGE Narodowy                        | Anne-Marie Jamie Lawson BeMy       | 104.836 / 105.063              | $7.251.980        |
| Chặng 10 — Bắc Mỹ        |                   |                                      |                                     |                                    |                                |                   |
| 18 tháng 8 năm 2018      | Pasadena          | Hoa Kỳ                               | Rose Bowl                           | Snow Patrol Anne-Marie             | 62.321 / 62.321                | $6.315.596        |
| 21 tháng 8 năm 2018      | San Francisco     | Hoa Kỳ                               | AT&T Park                           | Snow Patrol Anne-Marie             | 38.647 / 38.647                | $4.199.073        |
| 25 tháng 8 năm 2018      | Seattle           | Hoa Kỳ                               | CenturyLink Field                   | Snow Patrol Anne-Marie             | 55.891 / 55.891                | $4.932.401        |
| 30 tháng 8 năm 2018      | Toronto           | Canada                               | Trung tâm Rogers                    | Snow Patrol Anne-Marie             | 98.462 / 98.462                | $8.530.220        |
| 31 tháng 8 năm 2018      | Toronto           | Canada                               | Trung tâm Rogers                    | Snow Patrol Anne-Marie             | 98.462 / 98.462                | $8.530.220        |
| 6 tháng 9 năm 2018       | St. Louis         | Hoa Kỳ                               | Sân vận động Busch                  | Snow Patrol Anne-Marie             | 41.522 / 41.522                | $3.726.271        |
| 8 tháng 9 năm 2018       | Detroit           | Hoa Kỳ                               | Ford Field                          | Snow Patrol Anne-Marie             | 47.804 / 47.804                | $4.481.290        |
| 14 tháng 9 năm 2018      | Foxborough        | Hoa Kỳ                               | Sân vận động Gillette               | Snow Patrol Anne-Marie             | 110.238 / 110.238              | $9.382.550        |
| 15 tháng 9 năm 2018      | Foxborough        | Hoa Kỳ                               | Sân vận động Gillette               | Snow Patrol Anne-Marie             | 110.238 / 110.238              | $9.382.550        |
| 21 tháng 9 năm 2018      | East Rutherford   | Hoa Kỳ                               | Sân vận động MetLife                | Snow Patrol Anne-Marie             | 107.500 / 107.500              | $11.220.207       |
| 22 tháng 9 năm 2018      | East Rutherford   | Hoa Kỳ                               | Sân vận động MetLife                | Snow Patrol Anne-Marie             | 107.500 / 107.500              | $11.220.207       |
| 27 tháng 9 năm 2018      | Philadelphia      | Hoa Kỳ                               | Lincoln Financial Field             | Snow Patrol Anne-Marie             | 54.292 / 54.292                | $5.161.683        |
| 29 tháng 9 năm 2018      | Pittsburgh        | Hoa Kỳ                               | PNC Park                            | Snow Patrol Anne-Marie             | 41.014 / 41.014                | $4.169.874        |
| 4 tháng 10 năm 2018      | Chicago           | Hoa Kỳ                               | Soldier Field                       | Snow Patrol Lauv                   | 47.263 / 47.263                | $4.339.350        |
| 6 tháng 10 năm 2018      | Nashville         | Hoa Kỳ                               | Sân vận động Nissan                 | Snow Patrol Lauv                   | 45.888 / 45.888                | $3.954.931        |
| 13 tháng 10 năm 2018     | Thành phố Kansas  | Hoa Kỳ                               | Sân vận động Arrowhead              | Snow Patrol Lauv                   | 51.324 / 51.324                | $4.008.748        |
| 17 tháng 10 năm 2018     | Fargo             | Hoa Kỳ                               | Fargodome                           | Snow Patrol Lauv                   | 17.762 / 17.762                | $1.766.790        |
| 20 tháng 10 năm 2018     | Minneapolis       | Hoa Kỳ                               | Sân vận động U.S. Bank              | Snow Patrol Lauv                   | 49.359 / 49.359                | $4.512.422        |
| 24 tháng 10 năm 2018     | Milwaukee         | Hoa Kỳ                               | Miller Park                         | —                                  | 37.288 / 37.288                | $3.390.498        |
| 27 tháng 10 năm 2018     | Arlington         | Hoa Kỳ                               | Sân vận động AT&T                   | Snow Patrol Lauv                   | 46.249 / 46.249                | $4.528.561        |
| 31 tháng 10 năm 2018     | New Orleans       | Hoa Kỳ                               | Mercedes-Benz Superdome             | Snow Patrol Lauv                   | 42.295 / 42.295                | $2.827.815        |
| 3 tháng 11 năm 2018      | Houston           | Hoa Kỳ                               | Minute Maid Park                    | Snow Patrol Lauv                   | 39.354 / 39.354                | $3.985.595        |
| 7 tháng 11 năm 2018      | Tampa             | Hoa Kỳ                               | Sân vận động Raymond James          | Snow Patrol Lauv                   | 51.120 / 51.120                | $4.197.412        |
| 9 tháng 11 năm 2018      | Atlanta           | Hoa Kỳ                               | Sân vận động Mercedes-Benz          | Snow Patrol Lauv                   | 50.906 / 50.906                | $5.021.395        |
| Chặng 11 — Mỹ Latinh     |                   |                                      |                                     |                                    |                                |                   |
| 13 tháng 2 năm 2019      | São Paulo         | Brasil                               | Allianz Parque                      | Passenger                          | 81.156 / 82.622                | $6.373.990        |
| 14 tháng 2 năm 2019      | São Paulo         | Brasil                               | Allianz Parque                      | Passenger                          | 81.156 / 82.622                | $6.373.990        |
| 17 tháng 2 năm 2019      | Porto Alegre      | Brasil                               | Arena do Grêmio                     | Passenger                          | 38.635 / 39.995                | $3.074.240        |
| 20 tháng 2 năm 2019      | Montevideo        | Uruguay                              | Sân vận động Centenario             | Passenger                          | 20.799 / 21.074                | $1.886.550        |
| 23 tháng 2 năm 2019      | Buenos Aires      | Argentina                            | Campo Argentino de Polo             | Passenger                          | 40.130 / 40.987                | $2.406.860        |
| Chặng 12 — Châu Phi      |                   |                                      |                                     |                                    |                                |                   |
| 23 tháng 3 năm 2019      | Johannesburg      | Cộng hòa Nam Phi                     | Sân vận động FNB                    | Passenger Shekhinah                | 128.977 / 128.977              | $7.153.430        |
| 24 tháng 3 năm 2019      | Johannesburg      | Cộng hòa Nam Phi                     | Sân vận động FNB                    | Passenger Shekhinah                | 128.977 / 128.977              | $7.153.430        |
| 27 tháng 3 năm 2019      | Cape Town         | Cộng hòa Nam Phi                     | Sân vận động Cape Town              | Passenger Shekhinah                | 96.915 / 96.915                | $4.976.060        |
| 28 tháng 3 năm 2019      | Cape Town         | Cộng hòa Nam Phi                     | Sân vận động Cape Town              | Passenger Shekhinah                | 96.915 / 96.915                | $4.976.060        |
| Chặng 13 — Châu Á        |                   |                                      |                                     |                                    |                                |                   |
| 4 tháng 4 năm 2019       | Đào Viên          | Đài Loan                             | Sân vận động thành phố Đào Viên     | One Ok Rock                        | 28.136 / 28.136                | $3.312.190        |
| 9 tháng 4 năm 2019       | Tokyo             | Nhật Bản                             | Tokyo Dome                          | One Ok Rock                        | 47.454 / 47.454                | $6.092.370        |
| 13 tháng 4 năm 2019      | Kuala Lumpur      | Malaysia                             | Sân vận động Quốc gia Bukit Jalil   | One Ok Rock                        | 40.351 / 43.743                | $2.871.470        |
| 17 tháng 4 năm 2019      | Hồng Kông         | Trung Quốc                           | Hong Kong Disneyland                | One Ok Rock                        | 20.294 / 20.294                | $2.853.320        |
| 21 tháng 4 năm 2019      | Incheon           | Hàn Quốc                             | Songdo Moonlight Festival Park      | One Ok Rock                        | 24.910 / 25.033                | $2.657.640        |
| 23 tháng 4 năm 2019      | Ōsaka             | Nhật Bản                             | Kyocera Dome                        | One Ok Rock                        | 37.790 / 37.790                | $4.855.440        |
| 26 tháng 4 năm 2019      | Singapore         | Singapore                            | Sân vận động Quốc gia Singapore     | One Ok Rock                        | 49.810 / 49.810                | $5.565.410        |
| 28 tháng 4 năm 2019      | Bangkok           | Thái Lan                             | Sân vận động Rajamangala            | One Ok Rock                        | 29.119 / 32.691                | $3.565.360        |
| 3 tháng 5 năm 2019       | Jakarta           | Indonesia                            | Sân vận động Gelora Bung Karno      | One Ok Rock                        | 48.959 / 52.060                | $4.763.680        |
| Chặng 14 — Châu Âu       |                   |                                      |                                     |                                    |                                |                   |
| 24 tháng 5 năm 2019      | Lyon              | Pháp                                 | Sân vận động Groupama               | James Bay Zara Larsson             | 157.070 / 162.563              | $11.639.153       |
| 25 tháng 5 năm 2019      | Lyon              | Pháp                                 | Sân vận động Groupama               | James Bay Zara Larsson             | 157.070 / 162.563              | $11.639.153       |
| 26 tháng 5 năm 2019      | Lyon              | Pháp                                 | Sân vận động Groupama               | James Bay Zara Larsson             | 157.070 / 162.563              | $11.639.153       |
| 29 tháng 5 năm 2019      | Bordeaux          | Pháp                                 | Matmut Atlantique                   | James Bay Zara Larsson             | 41.449 / 41.716                | $2.756.574        |
| 1 tháng 6 năm 2019       | Lisboa            | Bồ Đào Nha                           | Sân vận động Ánh sáng               | James Bay Zara Larrson Ben Kweller | 118.085 / 118.085              | $8.910.674        |
| 2 tháng 6 năm 2019       | Lisboa            | Bồ Đào Nha                           | Sân vận động Ánh sáng               | James Bay Zara Larrson Ben Kweller | 118.085 / 118.085              | $8.910.674        |
| 7 tháng 6 năm 2019       | Barcelona         | Tây Ban Nha                          | Sân vận động Olympic Lluís Companys | James Bay Zara Larrson             | 54.658 / 54.658                | $4.126.520        |
| 11 tháng 6 năm 2019      | Madrid            | Tây Ban Nha                          | Wanda Metropolitano                 | James Bay Zara Larrson             | 51.944 / 51.944                | $3.793.350        |
| 14 tháng 6 năm 2019      | Firenze           | Ý                                    | Ippodromo del Visarno               | —                                  | —                              | —                 |
| 16 tháng 6 năm 2019      | Roma              | Ý                                    | Sân vận động Olimpico               | James Bay Zara Larsson             | 58.959 / 58.959                | $4.549.350        |
| 19 tháng 6 năm 2019      | Milano            | Ý                                    | San Siro                            | James Bay Zara Larsson             | 54.892 / 54.892                | $4.020.920        |
| 22 tháng 6 năm 2019      | Hockenheim        | Đức                                  | Hockenheimring                      | James Bay Zara Larsson             | 191.120 / 202.888              | $16.289.640       |
| 23 tháng 6 năm 2019      | Hockenheim        | Đức                                  | Hockenheimring                      | James Bay Zara Larsson             | 191.120 / 202.888              | $16.289.640       |
| 28 tháng 6 năm 2019      | Klagenfurt        | Áo                                   | Sân vận động Wörthersee             | James Bay Zara Larsson             | 67.535 / 67.535                | $6.279.570        |
| 29 tháng 6 năm 2019      | Klagenfurt        | Áo                                   | Sân vận động Wörthersee             | James Bay Zara Larsson             | 67.535 / 67.535                | $6.279.570        |
| 3 tháng 7 năm 2019       | Bucharest         | România                              | Arena Națională                     | James Bay Zara Larsson             | 48.044 / 48.044                | $2.984.810        |
| 7 tháng 7 năm 2019       | Praha             | Cộng hòa Séc                         | Letňany                             | James Bay Zara Larsson             | 139.036 / 157.980              | $11.454.940       |
| 8 tháng 7 năm 2019       | Praha             | Cộng hòa Séc                         | Letňany                             | James Bay Zara Larsson             | 139.036 / 157.980              | $11.454.940       |
| 12 tháng 7 năm 2019      | Riga              | Latvia                               | Lucavsala Park                      | James Bay Zara Larsson             | 50.437 / 50.437                | $3.982.565        |
| 19 tháng 7 năm 2019      | Moskva            | Nga                                  | Otkrytiye Arena                     | James Bay Zara Larsson             | 39.841 / 39.841                | $3.585.231        |
| 23 tháng 7 năm 2019      | Helsinki          | Phần Lan                             | Sân bay Malmi                       | James Bay Zara Larsson             | 100.082 / 120.000              | $9.481.707        |
| 24 tháng 7 năm 2019      | Helsinki          | Phần Lan                             | Sân bay Malmi                       | James Bay Zara Larsson             | 100.082 / 120.000              | $9.481.707        |
| 27 tháng 7 năm 2019      | Odense            | Đan Mạch                             | Tusindårsskoven                     | James Bay Zara Larsson             | 87.768 / 87.768                | $8.661.263        |
| 28 tháng 7 năm 2019      | Odense            | Đan Mạch                             | Tusindårsskoven                     | James Bay Zara Larsson             | 87.768 / 87.768                | $8.661.263        |
| 2 tháng 8 năm 2019       | Hanover           | Đức                                  | Messegelände                        | James Bay Zara Larsson             | 131.538 / 148.721              | $12.560.432       |
| 3 tháng 8 năm 2019       | Hanover           | Đức                                  | Messegelände                        | James Bay Zara Larsson             | 131.538 / 148.721              | $12.560.432       |
| 7 tháng 8 năm 2019       | Budapest          | Hungary                              | Sziget Festival                     | —                                  | —                              | —                 |
| 10 tháng 8 năm 2019      | Reykjavík         | Iceland                              | Laugardalsvöllur                    | James Bay Zara Larsson             | 43.830 / 56.642                | $7.180.912        |
| 11 tháng 8 năm 2019      | Reykjavík         | Iceland                              | Laugardalsvöllur                    | James Bay Zara Larsson             | 43.830 / 56.642                | $7.180.912        |
| 16 tháng 8 năm 2019      | Leeds             | Anh                                  | Roundhay Park                       | The Darkness Lewis Capaldi         | 136.358 / 140.000              | $12.405.249       |
| 17 tháng 8 năm 2019      | Leeds             | Anh                                  | Roundhay Park                       | The Darkness Lewis Capaldi         | 136.358 / 140.000              | $12.405.249       |
| 23 tháng 8 năm 2019      | Ipswich           | Anh                                  | Chantry Park                        | The Darkness Passenger             | 139.984 / 181.548              | $12.971.665       |
| 24 tháng 8 năm 2019      | Ipswich           | Anh                                  | Chantry Park                        | The Darkness Passenger             | 139.984 / 181.548              | $12.971.665       |
| 25 tháng 8 năm 2019      | Ipswich           | Anh                                  | Chantry Park                        | The Darkness Lewis Capaldi         | 139.984 / 181.548              | $12.971.665       |
| 26 tháng 8 năm 2019      | Ipswich           | Anh                                  | Chantry Park                        | The Darkness Lewis Capaldi         | 139.984 / 181.548              | $12.971.665       |
| Tổng cộng                | Tổng cộng         | Tổng cộng                            | Tổng cộng                           | Tổng cộng                          | 8.787.593 / 8.956.901 (98,10%) | —                 |

## Buổi diễn bị hủy
| Ngày                 | Thành phố | Quốc gia   | Địa điểm biểu diễn                              | Lý do                     |
| -------------------- | --------- | ---------- | ----------------------------------------------- | ------------------------- |
| 17 tháng 9 năm 2017  | St. Louis | Hoa Kỳ     | Trung tâm Scottrade                             | An ninh bất ổn            |
| 22 tháng 10 năm 2017 | Đài Bắc   | Đài Loan   | Trung tâm Hội nghị Nam Cảng                     | Gãy tay do tai nạn xe đạp |
| 29 tháng 10 năm 2017 | Seoul     | Hàn Quốc   | The 88 Garden                                   | Gãy tay do tai nạn xe đạp |
| 4 tháng 11 năm 2017  | Hồng Kông | Trung Quốc | AsiaWorld–Expo                                  | Gãy tay do tai nạn xe đạp |
| 5 tháng 11 năm 2017  | Hồng Kông | Trung Quốc | AsiaWorld–Expo                                  | Gãy tay do tai nạn xe đạp |
| 9 tháng 11 năm 2017  | Jakarta   | Indonesia  | Trung tâm hội nghị và triển lãm Indonesia       | Gãy tay do tai nạn xe đạp |
| 18 tháng 4 năm 2019  | Hồng Kông | Trung Quốc | Fantasy Road Outdoor Venue Hong Kong Disneyland | Bão sấm chớp              |

### Chú giải
1. ↑  Buổi diễn ngày 22 tháng 6 năm 2017 tại The O2 Arena, Luân Đôn là sự kiện âm nhạc nằm trong hoạt động chào mừng 10 năm thành lập nhà thi đấu này.[10]
2. ↑  Buổi diễn ngày 25 tháng 6 năm 2017 tại Pilton ở Worthy Farm là một phần của Lễ hội Glastonbury.